# Klas (kompanija)
Klas d.d. Sarajevo (skraćeno samo Klas) bosanskohercegovačko je preduzeće upisano na Sarajevskoj berzi SASE, koje se bavi proizvodnjom tjestenine, slastičarskih i konditorskih proizvoda sa sjedištem u bosanskohercegovačkom glavnom gradu Sarajevu. Klas je jedan među vodećim proizvođačima tjestnine, slastičarskih i konditorskih proizvoda u zemljama bivše Socijalističke Federativne Republike Jugoslavije.

## Istorija i razvoj
1902. godine puštena je u rad Klasova tvornica, koja je imala dnevni proizvodni kapacitet od 60 tona, a čiji iznos je tokom 1950-ih bio udvostručen. Tri godine nakon završetka Drugog svjetskog rata (1948) izgrađena je tvornica pod imenom „Bosanka”, koja je 1976. godine ušla u sastav Klasa i počela poslovati pod sadašnjim imenom „Sarajka”.
1952. godine izgrađena je Velepekara Klasa.
Dvadeset godina kasnije, 1972. godine je puštena u rad Klasova najmodernija fabrika biskvita (industrijski kolači i svis role).
1977. godine dnevna proizvodnja Klasa je ponovo udvostručena na 240 tona dnevne proizvodnje mlina, dok je u odnosu na 1902. godinu čak petostruko povećana.
1991. godine Klas je imao ukupno 23 pogona za proizvodnju prehrambrenih proizvoda, od kojih se 22 nalazilo u Bosni i Hercegovini, a jedan pogon se nalazio u Pljevljima u Crnoj Gori. Godine 1991. Klas je imao oko 2200 zaposlenih radnika.
Klas ni u vrijeme Rata u Bosni i Hercegovini nije gasio proizvodnju, te je od 1992. godine do kraja rata u Bosni i Hercegovini 1995. proizveo više od 150 miliona komada hljeba i služio kao izvor pomoći tokom rata, a pogotovo tokom Opsade Sarajeva. Ukupna direktna nanesena šteta Klasu tokom rata procjenuje se na 17,55 miliona KM, a 27 radnika Klasa je poginulo tokom izvršavanja radnih dužnosti u ratnim uslovima.
Godinu dana nakon kraja rata u Bosni i Hercegovini, 1996. godine obnovljen je vozni park Klasa, koji je tada brojao više od 80 vozila. Te godine započelo se i sa osnivanjem vlastitih maloprodajnih objekata i mini pekara širom Bosne i Hercegovine.
1997. godine Klas je osnovao profitni centar „Lijekobilje”, koji se bavi otkupom i preradom ljekovitog bilja, šumskih plodova i gljiva. Uz ove djelatnosti, od 2002. godine Klas širi svoju djelatnost i na saradnju sa uzgajivačima jagodastog voća, te njegovu preradu i izvoz.
Početkom 2002. godine Klas je i zapisan na sarajevskoj berzi SASE, pored Banjalučke berze, jedne od dvije trenutno postojeċe u Bosni i Hercegovini.
2005. godine Klas je u Mostaru otvorio proizvodno-prodajni objekat pod imenom „Klas Centar Mostar” ukupne površine 4000 m2.
Devet godina kasnije, u februaru 2014. godine, Klas je kupila bosanskohercegovačka grupa iz Jelaha pod imenom „AS grupa”. Ova organizacija koja se bavi trgovinom i proizvodnjom prehrambrenih proizvoda i tekstila platila je 14,235 miliona KM i kupila  43% dionica tvornice Klas. AS Group je time postala najveća prehrambrena grupacija u Bosni i Hercegovini, dok vlasnici AS grupe planiraju da se probiju među 5 najveċih prehrambrenih grupacija u zemljama bivše Socijalističke Federativne Republike Jugoslavije (SFRJ).

## Vlasništvo
Od početka 2002. godine Klas je zapisan na sarajevskoj berzi SASE, najvećoj berzi u Bosni i Hercegovini. Od februara 2014. godine Klas je u vlasništvu AS grupe iz Jelaha, koja je za kupovinu 43% dionica tada izdvojila 14,235 miliona KM. Do sada, AS grupa je kupila preko 92% dionica Klasa.
| Dioničar       | Udio (u %) |
| -------------- | ---------- |
|                | 92,32%     |
|                | 0,31%      |
| Mali dioničari | 7,37%      |

## Spoljašnje veze
- Zvanični veb-sajt